# Abacoclytus
Genre
Abacoclytus est un genre de coléoptères de la famille des Cerambycidae.

## Répartition
Les deux espèces composant ce genre se rencontrent en Chine. Le spécimen type de Abacoclytus felicisrosettae a ainsi été collecté à 30 km au nord de Kangding, dans le Sichuan.

## Description
Le genre Abacoclytus est proche d'autres genres de Cerambycidae à antennes courtes, comme Cyrtoclytus ou Hesperoclytus. Les antennes de ces insectes mesurent moins de la moitié de la longueur de leur corps, et leurs pattes sont également petites. Abacoclytus felicisrosettae se distingue de Abacoclytus ventripennis en étant intégralement noir, là où ventripennis présente des touches de rouge sur les antennes et les téguments des élytres.

## Liste des espèces
Selon GBIF (2 décembre 2024) :
- Abacoclytus felicisrosettae Pesarini & Sabbadini, 1997 - espèce type[2]
- Abacoclytus ventripennis (Pic, 1908)

## Systématique
Le nom valide complet (avec auteur) de ce taxon est Abacoclytus Pesarini & Sabbadini, 1997. Ce genre a été créé en 1997 par les entomologistes italiens Carlo Pesarini (d) (1946-2017) et Andrea Sabbadini (d) (1970-2020) avec pour espèce type Abacoclytus felicisrosettae.

## Publication originale
- (en) Carlo Pesarini et Andrea Sabbadini, « Notes on new or poorly known species of Asian Cerambycidae (Insecta, Coleoptera) », Il Naturalista Valtellinese, Atti del Museo Civico di Storia Naturale di Morbegno, vol. 7,‎ 1997, p. 95-129 (lire en ligne)